# Пас, Анибаль
Ани́баль Луи́с Пас Пью́ма (исп. Aníbal Luis Paz Piuma; 21 мая 1917, Монтевидео — 21 марта 2013, Монтевидео) — уругвайский футболист, вратарь. Чемпион мира 1950 года.

## Биография

### Клубная карьера
Начал игровую карьеру в клубе «Ливерпуль» из Монтевидео в 1933 году в возрасте 15 лет. В 1937 году перешёл в «Белья Висту» и тогда же впервые получил вызов в сборную Уругвая, однако дебютировал Анибаль в первой команде только в 1940 году, уже будучи игроком «Насьоналя», куда перешёл в 1939 году. В первом же Суперклассико против «Пеньяроля» сумел отстоять свои ворота неприкосновенными — «Насьональ» выиграл 2:0, а Анибаль Пас надолго занял вратарскую позицию в клубе. Всего Пас сыграл в 471 матче за «Насьональ», что до сих пор является клубным рекордом. Последним матчем в составе «Насьоналя» стала игра против «Данубио» 14 ноября 1953 года.

### Карьера в сборной
В 1950 году Анибаль Пас стал чемпионом мира в Бразилии. На тот турнир Пас ехал в качестве дублёра Роке Масполи, однако ему удалось провести один матч из 4 сыгранных уругвайцами в ходе первенства — он защищал ворота в поединке против сборной Швеции (2:2). После победы на чемпионате мира, Пас завершил выступления в национальной сборной.
По окончании карьеры футболиста работал тренером, в том числе в «Насьонале». Умер 21 марта 2013 года.
Был последним из оставшихся в живых великих чемпионов 1950 года.

## Титулы и достижения
- Чемпион Уругвая (9): 1939, 1940, 1941, 1942, 1943, 1946, 1947, 1950, 1952
- Чемпион мира: 1950
- Чемпион Южной Америки: 1942
- Рекордсмен «Насьоналя» по количеству проведённых матчей — 471